# USS H-1 (SS-28)
Le USS H-1 (SS-28) est le navire de tête de sa classe de sous-marins de l’United States Navy. Il a été nommé à l’origine Seawolf (poisson-loup), ce qui en fait le premier navire de l’US Navy à porter ce nom. Le Seawolf a été construit par l’Union Iron Works de San Francisco, en Californie. Il fut renommé le 17 novembre 1911, lancé le 6 mai 1913 sous le parrainage de Mlle Lesley Jean Makins, et mis en service le 1er décembre 1913 au Mare Island Naval Shipyard, sous le commandement du lieutenant Henry M. Jensen.

## Engagements
Le nouveau sous-marin a été rattaché à la flottille de torpilleurs n°2 de la flotte du Pacifique, et a opéré le long de la côte ouest des États-Unis à partir de San Pedro, en Californie. Au cours de divers exercices et patrouilles, il a parcouru la côte depuis Los Angeles, en Californie, jusqu’à la basse Colombie-Britannique, souvent en compagnie de ses sister-ships H-2 et parfois H-3.
Parti de San Pedro en Californie le 17 octobre 1917, il atteint New London dans le Connecticut le 8 novembre. Il y resta basé jusqu’à la fin de la Première Guerre mondiale. Il patrouillait dans le détroit de Long Island, souvent avec des officiers stagiaires de l’école de sous-marins à bord.
Les H-1 et H-2 appareillent le 6 janvier 1920 pour retourner à San Pedro en Californie, transitant par le canal de Panama le 20 février. Le 12 mars, alors que le H-1 longeait la côte de la péninsule de Basse-Californie au Mexique, il s’échoua sur un haut-fond au large de la baie de Magdalena.
Quatre hommes (dont le commandant, le Lieutenant commander James R. Webb) sont morts en tentant d’atteindre la rive. Le USS Vestal a retiré le H-1 des rochers dans la matinée du 24 mars, mais en seulement 45 minutes, le sous-marin a coulé dans environ 50 pieds (15 m) d’eau. Les efforts de sauvetage ultérieurs ont été abandonnés. Son nom a été rayé du Naval Vessel Register le 12 avril, et il a été vendu à la ferraille en juin 1920, mais il ne fut jamais récupéré.
En 2019, son épave a été identifiée au sud de la Basse-Californie.